# Hieronymus de Moravia
Hieronymus de Moravia vagy Jérôme de Moravie, Jerome of Moray (? – 1271 után) Párizsban tevékenykedő dominikánus szerzetes, egy jelentős középkori zeneelméleti mű, a Tractatus de musica szerzője.
Hieronimus de Moravia nevében a Moravia valószínűleg nem Morvaországra utal, hanem a skóciai Moray vidékén, Elginben 1235 körül alapított kolostorra. Onnan érkezhetett Párizsba, ahol a rue Saint-Jacques-i kolostorban dominikánus szerzetesként feltehetőleg zenét tanított.
Műve, a Tractatus de musica a kor valóságos zenei enciklopédiája. Keletkezésének éve mindenképpen 1271 utánra, de 1304 előttre tehető. Olyan szerzők műveinek kompilációja, mint Francon de Cologne, Jean de Garlande, Boethius, Arezzói Guidó és Sevillai Izidor. Hieronimus ezen kívül kompozíciós és esztétikai szabályokat is lefektet: ő az első, aki részletesen tárgyalja a középkori egyházi énekek ritmikájával, díszítésével kapcsolatos kérdéseket. Egy fejezetben értékes információkkal szolgál a kéthúros rebek és az öthúros fidula („rubela” és „viella”) hangolási módjairól, játéktechnikájáról.